# Salvador Canals Vilaró
Salvador Canals y Vilaró (San Juan de Puerto Rico, 4 de octubre de 1867-Barcelona, 1938) fue un político, ensayista y periodista español.

## Biografía
Nacido en San Juan de Puerto Rico el 4 de octubre de 1867, era hijo de un funcionario destinado en la isla. En 1885 se estableció en Madrid, donde se dedicó al periodismo. En 1891 fue nombrado redactor en París de El Heraldo de Madrid, fue redactor jefe de El Mundo y en 1901 creó la revista Nuestro Tiempo (1901-1926), donde colaborarían los principales intelectuales de la época hasta que fue clausurada por la dictadura de Primo de Rivera.
En 1902 fue nombrado secretario de prensa por Antonio Maura y fue elegido diputado por el Partido Conservador por el distrito de Valls en las elecciones generales de 1903 y 1905 y por el de Ávila en las elecciones generales de 1907. Entre 1908 y 1909 fue subsecretario de la Presidencia del Consejo de Ministros. Fue nuevamente elegido diputado por los distritos de Játiva y Alicante en las elecciones de 1910, 1914 y 1916, por Valencia en las de 1919, por Lérida en las de 1920 y nuevamente por Alicante en las de 1923.
Desde 1910 fue jefe del Partido Conservador en Alicante, alineándose con las tesis de Eduardo Dato, pero no consiguió superar el predominio liberal en la localidad, y tras la derrota que sufrió en 1918 ante la Conjunción Republicano-Socialista perdió partidarios dentro de su propio partido. Sin embargo, fue nombrado nuevamente subsecretario de la Presidencia del Consejo de Ministros entre 1919 y 1922, y vicepresidente del Congreso de los Diputados. Durante la dictadura de Primo de Rivera se apartó de la política y en 1930 dimitió como jefe alicantino del Partido Conservador. Falleció en Barcelona en 1938, a comienzos del mes de diciembre.

## Ensayos
- El año teatral: 1895-1896, crónicas y documentos (1896), Madrid, Est. Tipográfico de El Nacional;[3]
- Asturias: información sobre su presente estado moral y material, Madrid, Imprenta M. Romero, 1900;
- Los sucesos de España en 1909 (1910)
- La cuestión catalana desde el punto de vista español (1919)[4]
- La crisis exterior de la peseta' (1930)
- Las elecciones de febrero de 1918 en la circunscripción de Alicante (1918)
- Apuntes para la historia: la caída de la monarquía, problemas de la república. Instalación de un régimen, Madrid, Ruiz Hermanos, 1931;
- De cómo van las cosas de España: estudios políticos y económicos, Madrid, Compañía Iberoamericana de Publicaciones, 1933;
- ¿Qué debe ser el antimarxismo? Cartas a un obrero, Madrid, Tipografía Artística, 1934;
- El bienio estéril: errores a la Derecha, extravíos en el Centro, despreocupación a la Izquierda, perspectivas electorales, Madrid, Tipografía Artística, 1936.